# Stenia daralis
Stenia daralis là một loài bướm đêm trong họ Crambidae.